# Eduardo Escorel
Eduardo Escorel de Morais (nascut el 1945), més conegut com Eduardo Escorel, és un editor de cinema i director brasiler. Va debutar com a editor a O Padre e a Moça (1965) de Joaquim Pedro de Andrade. Amb el seu primer llargmetratge, Lição de Amor, va guanyar el premi al millor director al Festival de Gramado de 1976. També va ser guardonat com a millor director per la seva segona pel·lícula, Ato de Violência, aquesta vegada al Festival de Cinema de Brasilia de 1980. Va guanyar el premi al millor editor per Guerra Conjugal i O Chamado de Deus a les edicions de 1974 i 2000 del Festival de Brasília, i per Dois Perdidos numa Noite Sujaal Festival de Gramado de 2002.

## Filmografia
- No Intenso Agora (2017) [editor]
- Imagens do Estado Novo - 1937-45 (2016) [documental, director][5][6]
- Santiago (2007) [editor]
- Vocação do Poder (2005) [editor, director, productor]
- Achados e Perdidos (2005) [editor]
- 2 Perdidos numa Noite Suja (2002) [editor]
- 35 - O Assalto ao Poder (2002) [documental, director][5]
- O Chamado de Deus (2001) [editor]
- Villa-Lobos - Uma Vida de Paixão (2000) [editor]
- Retrato Pintado (2000) [editor]
- Fé (1998) [editor]
- 32 — A guerra civil (1993) [documental, director][5]
- O Fio da Memória (1991) [productor executiu]
- 1930 — Tempo de revolução (1990) [documental, director][5]
- Cabra Marcado para Morrer (1985) [editor]
- Sonho sem Fim (1985) [productor executiu]
- O Cavalinho Azul (1984) [editor, director, guionista]
- Eles não Usam Black-tie (1981) [editor]
- Ato de Violência (1980) [director, guionista]
- Terra dos Índios (1979) [editor]
- Contos Eróticos (1977) [editor, director, guionista]
- Joanna Francesa (1975) [editor]
- Guerra Conjugal (1975) [editor]
- Lição de Amor (1975) [director, guionista, productor]
- Isto É Pelé (1974) [editor]
- O Que Eu Vi, O Que Nós Veremos (1974) [director]
- Os Condenados (1975) [editor]
- Herança do Nordeste (1972) [editor]
- Os Inconfidentes (1972) [editor, guionista]
- Quando o Carnaval chegar (1972) [editor]
- Der Leone have sept cabeças (1971) [editor]
- O Doce Esporte do Sexo (1971) [editor]
- São Bernardo (1971) [editor]
- Cabezas cortadas (1970) [editor]
- Os Herdeiros (1970) [editor]
- O Dragão da Maldade contra o Santo Guerreiro (1969) [editor]
- O Bravo Guerreiro (1969) [editor]
- Macunaíma (1969) [editor]
- Terra em Transe (1967) [editor]
- Cara a Cara (1967) [editor]
- O Padre e a Moça (1966) [editor, director assistente]
- Bethânia Bem de Perto - A Propósito de um Show (1966) [editor, director, productor, director de fotografia]
- Mitt hem är Copacabana (1965) [actor]